# Tolone
Tolone (Toulon in francese, Tolon o Touloun in provenzale) è una città del sud est della Francia, capoluogo del dipartimento del Var, parte della regione Provenza-Alpi-Costa Azzurra. La base navale di Tolone è il porto principale della marina militare francese.
Ha una popolazione di 176 198 abitanti (2018), dato che la rende la tredicesima città più grande della Francia. È il centro di un'agglomerazione urbana con 580 281 abitanti (2018), la nona più grande in Francia. Tolone è la terza città francese più grande della costa mediterranea dopo Marsiglia e Nizza.
Tolone è un importante centro cantieristico e peschereccio. È sede anche di industrie aeronautiche, belliche, cartografiche, metalmeccaniche, chimiche, alimentari, calzaturiero, dell’abbigliamento e dell’arredamento.
Il porto militare di Tolone è il principale centro navale sulla costa mediterranea della Francia, sede della portaerei Charles de Gaulle e del suo gruppo di battaglia. La flotta francese del Mediterraneo ha la sua sede a Tolone.

## Geografia fisica

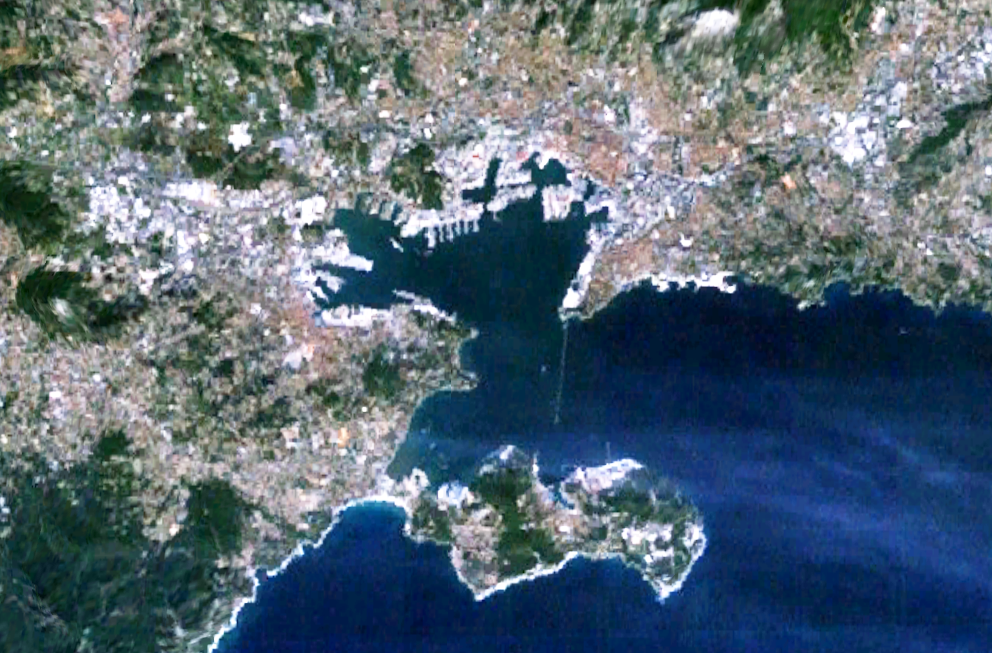
Tolone vista dal satellite

Tolone sorge in fondo ad un'ampia baia, tra la penisola di Cepét a sud ed i contrafforti calcarei del monte Faron a nord. Confina a nord con il comune di Revest, a est con quelli di La Garde e La Valette-du-Var e ad ovest con quello di Ollioules.

### Clima
| Tolone              | Mesi | Mesi | Mesi | Mesi | Mesi | Mesi | Mesi | Mesi | Mesi | Mesi | Mesi | Mesi | Stagioni | Stagioni | Stagioni | Stagioni | Anno |
| Tolone              | Gen  | Feb  | Mar  | Apr  | Mag  | Giu  | Lug  | Ago  | Set  | Ott  | Nov  | Dic  | Inv      | Pri      | Est      | Aut      | Anno |
| ------------------- | ---- | ---- | ---- | ---- | ---- | ---- | ---- | ---- | ---- | ---- | ---- | ---- | -------- | -------- | -------- | -------- | ---- |
| T. max. media (°C)  | 11,9 | 12,7 | 14,7 | 17,3 | 20,6 | 24,5 | 27,4 | 26,9 | 24,6 | 20,2 | 15,9 | 12,8 | 12,5     | 17,5     | 26,3     | 20,2     | 19,1 |
| T. min. media (°C)  | 4,9  | 5,0  | 6,9  | 9,1  | 12,5 | 15,9 | 18,4 | 18,3 | 16,3 | 12,3 | 8,4  | 5,9  | 5,3      | 9,5      | 17,5     | 12,3     | 11,2 |
| Precipitazioni (mm) | 61   | 69   | 64   | 51   | 42   | 30   | 10   | 29   | 65   | 88   | 90   | 85   | 215      | 157      | 69       | 243      | 684  |

## Storia
Città ligure (IV secolo a.C.), fu occupata dai Romani alla fine del II secolo a.C., in età medievale appartenne ai conti di Provenza. Nel 1481 passò, insieme a tutta la Provenza, al Regno di Francia. Durante il regno di Enrico IV la città fu dotata di una moderna cinta muraria poligonale e quadruplicò la sua estensione. Tra il 1514 ed il 1524 fu costruita la grande torre circolare posta all'ingresso della rada. Nell'inverno 1543-1544 la flotta dell'ammiraglio turco Barbarossa, in base agli accordi dell'alleanza franco-ottomana, svernò a Tolone. La popolazione locale fu costretta ad abbandonare la città che venne popolata da circa 30 000 marinai turchi.
Deciso a far diventare Tolone sede della sua marina da guerra, Luigi XIV ordinò al suo ministro Jean-Baptiste Colbert di dotare la città di nuove possenti fortificazioni e di un arsenale. Colbert assegnò il progetto all'architetto Vauban. Nel 1707, durante la guerra di successione spagnola fu assediata dagli austro-piemontesi e sottoposta a blocco navale dagli inglesi. Temendo il sopraggiungere di rinforzi da terra, gli attaccanti si ritirarono nella notte tra il 22 e il 23 agosto dopo che la flotta francese si era autoaffondata. 
Nel 1744, durante la guerra di successione austriaca, nelle acque al largo della città una flotta franco-spagnola diretta alle Baleari riuscì a vincere una squadra inglese nonostante questa fosse superiore per numero e mezzi.
Durante la rivoluzione francese fu espugnata da Napoleone Bonaparte, che iniziò la sua brillante carriera militare e politica durante il fortunato assedio per liberare la città dalle forze britanniche il 21 dicembre 1793.
Il 27 novembre 1942, durante la seconda guerra mondiale, la flotta francese si autoaffondò per non cadere in mano alle forze tedesche che avevano occupato la città e bloccato il porto. Tra le 75 navi affondate: 3 corazzate, 7 incrociatori, 1 nave appoggio idrovolanti, 15 cacciatorpediniere, 13 torpediniere, 6 corvette e 12 sommergibili. Tre sommergibili, dopo aver forzato il blocco, raggiunsero il porto di Algeri.
Ancor oggi Tolone continua ad essere il principale porto militare di Francia.

## Monumenti e luoghi d'interesse
- Cattedrale di Tolone, costruita nel XI secolo e più volte ristrutturata nei secoli successivi.

## Società

### Evoluzione demografica
Abitanti censiti

## Cultura

### Istruzione
- Kedge Business School

#### Musei
- Museo d'arte di Tolone

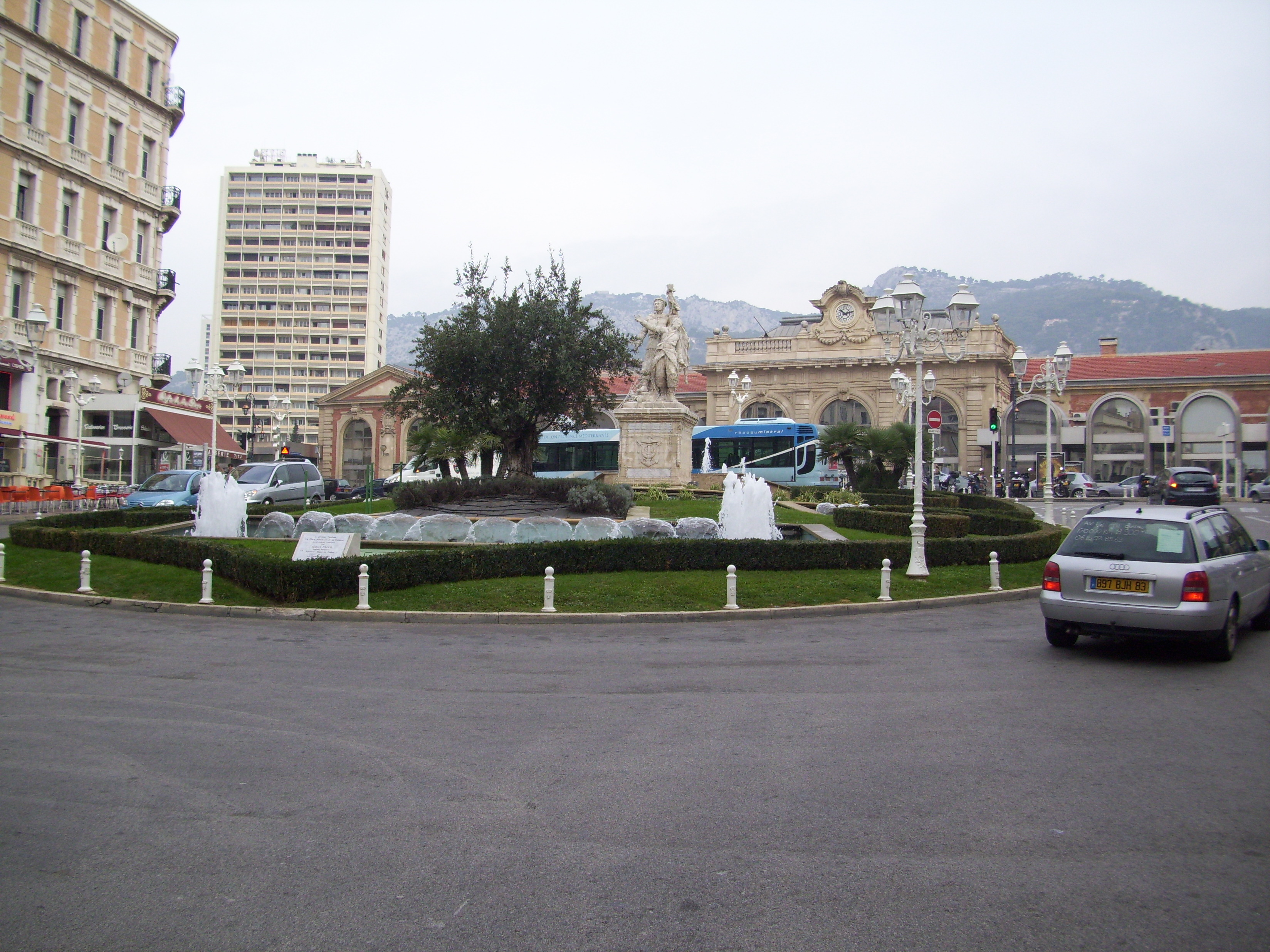
Centro di Tolone

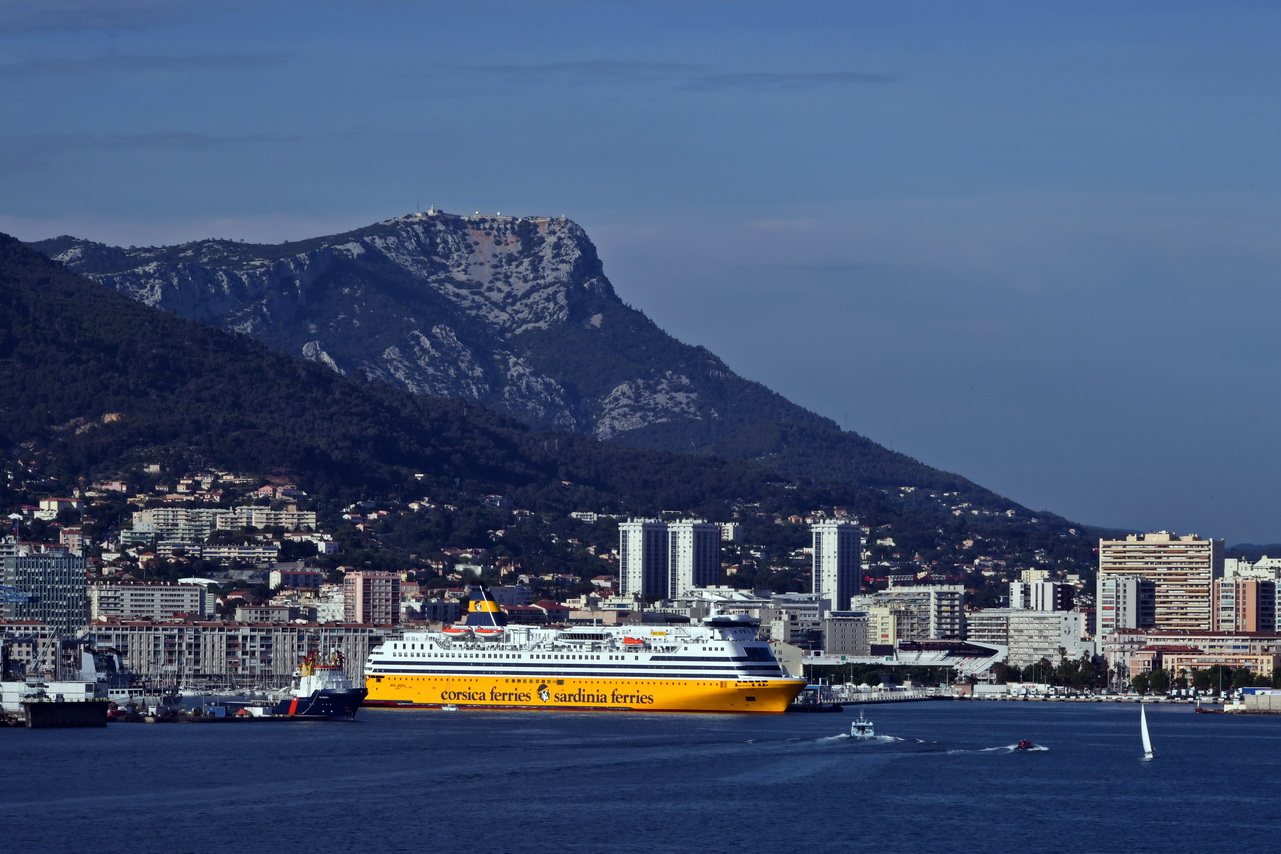
Porto con il traghetto

- Museo commemorativo dello sbarco in Provenza
- Museo della Marina
- Museo del Vieux Toulon
- Museo delle belle arti
- Museo d'arte e di storia naturale
- Museo Jean Aicard

#### Festival
Fondato da Lisa Dora Fardelli nel 2011, in estate a Tolone si svolge il festival internazionale dei cortometraggi Cinema en liberté. In una pagina di Var-Matin la stessa promotrice presenta l'evento in occasione della XIV edizione con un'intervista raccolta dalla giornalista Cloé Calame. In tre giorni (dal 18 al 20 luglio 2025) sono in programma 30 film in rappresentanza di dodici paesi tra i quali Iran, Irlanda, Nepal e Colombia.

## Infrastrutture e trasporti
Le principali vie d'accesso alla città sono l'autostrada A50 per Marsiglia e l'autostrada A57 per Le Luc, località dove s'interseca con l'A8.
Tolone è servita da una stazione ferroviaria posta lungo la linea Marsiglia-Ventimiglia. Dal porto di Tolone partono numerosi traghetti per la Corsica e per Porquerolles. A 23 km ad est della città sorge l'Aeroporto di Tolone-Hyères, ad uso sia civile che militare.

## Sport
La principale società sportiva cittadina è il RC Toulonnais, una squadra di rugby a 15 vincitrice di vari titoli nazionali ed internazionali. 
La società calcistica cittadina è il Sporting Club de Toulon, che disputa le sue partite interne presso lo stadio Mayol, mentre quella cestistica è il Hyères-Toulon Var Basket.

## Amministrazione

### Gemellaggi
- La Spezia

## Sport
- Rugby Club Toulonnais, squadra di rugby a 15
- Sporting Toulon Var, squadra di calcio
- Hyères-Toulon Var Basket, squadra di pallacanestro

Tolone è celebre anche per il torneo omonimo riservato alle selezioni under 20.

## Galleria d'immagini

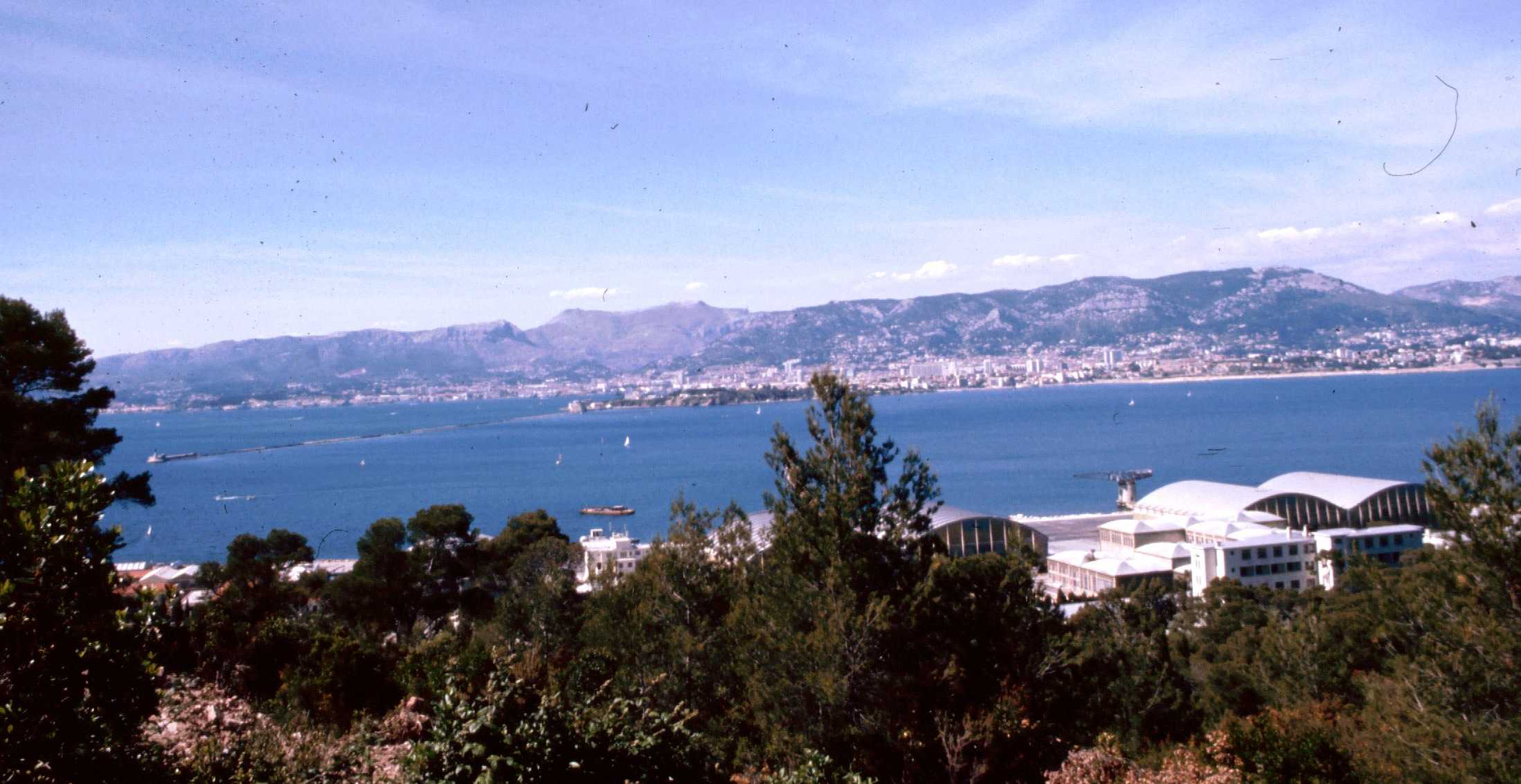
Tolone, panorama
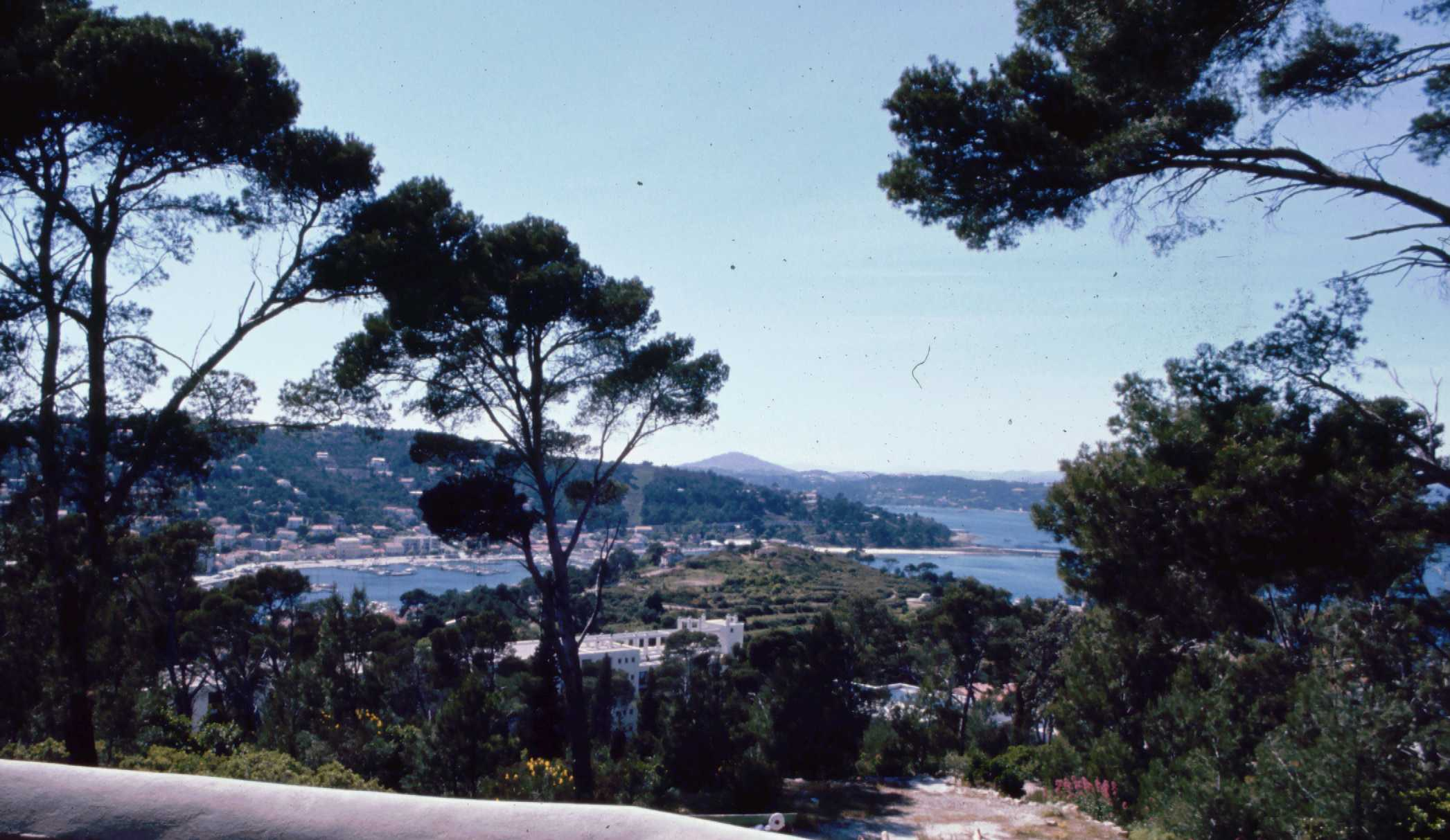
Tolone, panorama